# Celina Haider
Celina Haider (* 20. Juli 2000 in Rosenheim) ist eine deutsche Eishockeyspielerin, die seit Januar 2025 erneut beim ERC Ingolstadt in der DFEL unter Vertrag steht. Ihr Vater Hans Haider ist ehemaliger Eishockeyspieler und -trainer.

## Karriere
Celina Haider wuchs in Dorfen auf und erlernte das Eishockeyspiel beim lokalen ESC Dorfen, für den sie bis 2015 im meist männlichen Nachwuchs spielte. Ab 2015 kam sie parallel beim ESC Planegg in der Fraueneishockey-Bundesliga und beim EHC Klostersee im U16- respektive U20-Team zum Einsatz.
2017 gewann sie mit Planegg ihre erste deutsche Meisterschaft. Im Januar 2020 entschied sie sich für einen Wechsel zum ERC Ingolstadt, mit dem sie 2022 ihren zweiten Meistertitel gewann. 2023 und 2024 gewann Haider mit dem ERC jeweils den DEB-Pokal, ehe sie sich nach der Saison 2023/24 entschloss, zum ECDC Memmingen zu wechseln. Mit dem ECDC belegte sie den zweiten Platz des EWHL Euro Cup 2024, hatte jedoch weiter mit Verletzungen, die sie schon während der Saison 2023/24 behindert hatten, zu kämpfen und entschloss sich zum Jahresende 2024, zum ERC Ingolstadt zurückzukehren.

### International
Celina Haider gehörte ab 2013 zum Kader der deutschen U15-Juniorinnen-Nationalmannschaft und debütierte während der Saison 2015/16 für die Nationalmannschaft der U18-Frauen. Mit dieser nahm sie an den U18-Weltmeisterschaften 2016 und 2017 in der Division IA teil. Bei letzterer gelang Haider mit dem Nationalteam die Rückkehr in die Top-Division, in der sie ihr Heimatland bei der U18-Weltmeisterschaft 2018 vertrat.
Zudem kam sie während der Saison 2017/18 erstmals für die A-Frauen-Nationalmannschaft zum Einsatz und debütierte 2019 für diese bei der Eishockey-Weltmeisterschaft, wobei sie die jüngste Spielerin im Kader war. Seit 2022 ist sie fester Bestandteil des Nationalkaders und absolvierte die Weltmeisterschaften 2022, 2023 und 2024. Bei der Olympia-Qualifikation für die Olympischen Winterspiele 2026, die im Februar 2025 ausgetragen wurde, belegte sie mit dem Nationalteam den ersten Platz und qualifizierte sich damit für das olympische Eishockeyturnier 2026.

## Erfolge und Auszeichnungen
- 2017 Deutsche Meisterin mit dem ESC Planegg
- 2017 Aufstieg in die Top-Division bei der U18-Weltmeisterschaft der Division IA
- 2022 Deutsche Meisterin mit dem ERC Ingolstadt
- 2023 Gewinn des DEB-Pokals mit dem ERC Ingolstadt
- 2024 Gewinn des DEB-Pokals mit dem ERC Ingolstadt

## Karrierestatistik
(Legende zur Spielerstatistik: Sp oder GP = absolvierte Spiele; T oder G = erzielte Tore; V oder A = erzielte Assists; Pkt oder Pts = erzielte Scorerpunkte; SM oder PIM = erhaltene Strafminuten; +/− = Plus/Minus-Bilanz; PP = erzielte Überzahltore; SH = erzielte Unterzahltore; GW = erzielte Siegtore; 1 Play-downs/Relegation; Kursiv: Statistik nicht vollständig)